# Comentari d'Habacuc
El Comentari d'Habacuc, també conegut com a 1QpHab, és un dels manuscrits que formen part de la col·lecció coneguda com els Manuscrits del Mar Mort, descoberts l’any 1947 a la Cova 1 de Qumran. Es tracta d’un text d’interpretació bíblica del gènere pēšer, que ofereix una exegesi històrica i contemporània dels capítols 1 i 2 del Llibre d’Habacuc, adaptant el missatge profètic als esdeveniments que vivia la comunitat jueva responsable de la seva redacció.
Actualment, el manuscrit es conserva al Santuari del Llibre, al Museu d’Israel de Jerusalem, i està datat aproximadament al segle I aC. És considerat un dels textos més ben preservats entre els descoberts a Qumran.

## Context històric

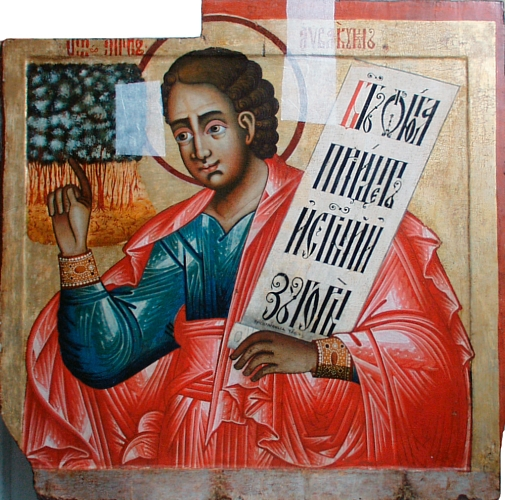
Retrat d’Habacuc amb missatge

El Comentari d’Habacuc s’inscriu en la producció literària pròpia del Període del Segon Temple (516 aC – 70 dC), una etapa caracteritzada per importants transformacions polítiques, religioses i socials en el si del poble jueu. Aquest període s’inicia amb el retorn dels exiliats de Babilònia i la reconstrucció del Temple de Jerusalem, i culmina amb la seva destrucció a mans de l’exèrcit romà sota Titus, l’any 70 dC.
Durant els segles I i II aC, Judea va viure una notable inestabilitat, marcada per tensions internes i per la presència de potències externes. La influència hel·lenística, iniciada després de les conquestes d’Alexandre el Gran i continuada per l’Imperi Seleùcida, i més tard el domini romà, van provocar resistències en diversos sectors del judaisme. Aquest context va propiciar l’aparició de grups religiosos com els essenis, que, segons diversos estudiosos, podrien ser els autors dels manuscrits de Qumran. Aquests grups defensaven una observança estricta de la Llei i una lectura apocalíptica de la història, esperant la imminent intervenció divina.
El Comentari d’Habacuc reflecteix fidelment aquesta situació, interpretant les profecies antigues a la llum dels esdeveniments polítics i religiosos del moment. Personatges com el Sacerdot Impiu o els Kittim (interpretats com els romans) són presents en el text com a actors clau en aquesta visió de lluita i resistència (Fitzmyer, 1959, p.35).

## Contingut i estructura

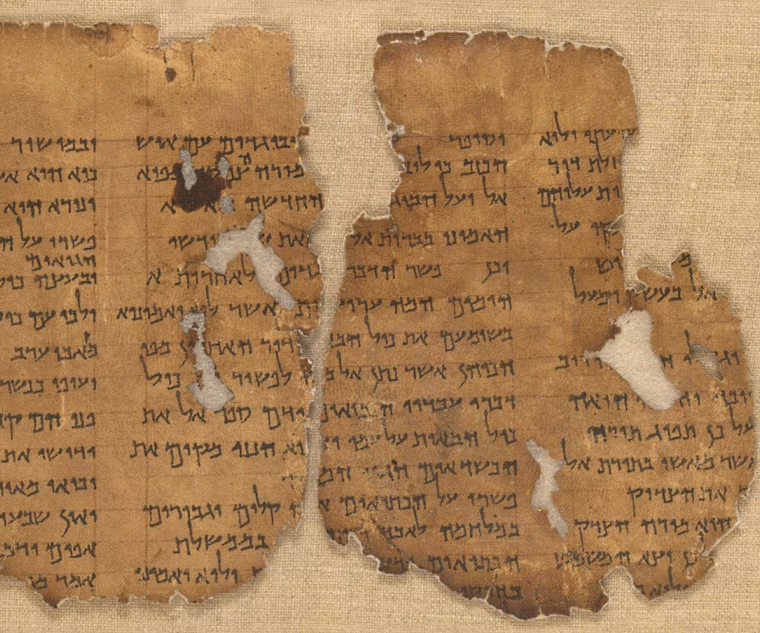
Inici del comentari d'Habacuc

El manuscrit combina fragments del Llibre d’Habacuc amb comentaris interpretatius que segueixen la metodologia pròpia dels pesharim. Aquesta mena de textos no només ofereixen una explicació del sentit de l’Escriptura, sinó que també l’apliquen a la realitat contemporània de la comunitat.
Cada secció del rotlle inclou primer un fragment del text bíblic, seguit de l’anotació “el seu significat és…”, a partir de la qual es desenvolupa una interpretació que connecta el missatge profètic amb els esdeveniments del temps. Aquesta lectura contextualitzada és pròpia del pensament escatològic de les comunitats de Qumran.
En el text destaca la figura del Mestre de Justícia, un personatge misteriós considerat líder espiritual de la comunitat i interpretat per alguns autors com el fundador de la secta esseniana o el primer intèrpret autoritzat de la Llei en aquell grup (Brownlee, 1959, p.226). El Sacerdot Impiu, en canvi, és presentat com el seu opositor, identificat sovint amb alts càrrecs sacerdotals del temple de Jerusalem, acusats de corrupció i col·laboració amb poders estrangers.
Un altre concepte important és el de Kittim, terme que en els textos de Qumran sol designar les forces enemigues del poble d’Israel, generalment associades amb els romans, tot i que en altres contextos podria fer referència als grecs o altres pobles (Harris, 1966, p.28).

## Importància històrica i religiosa

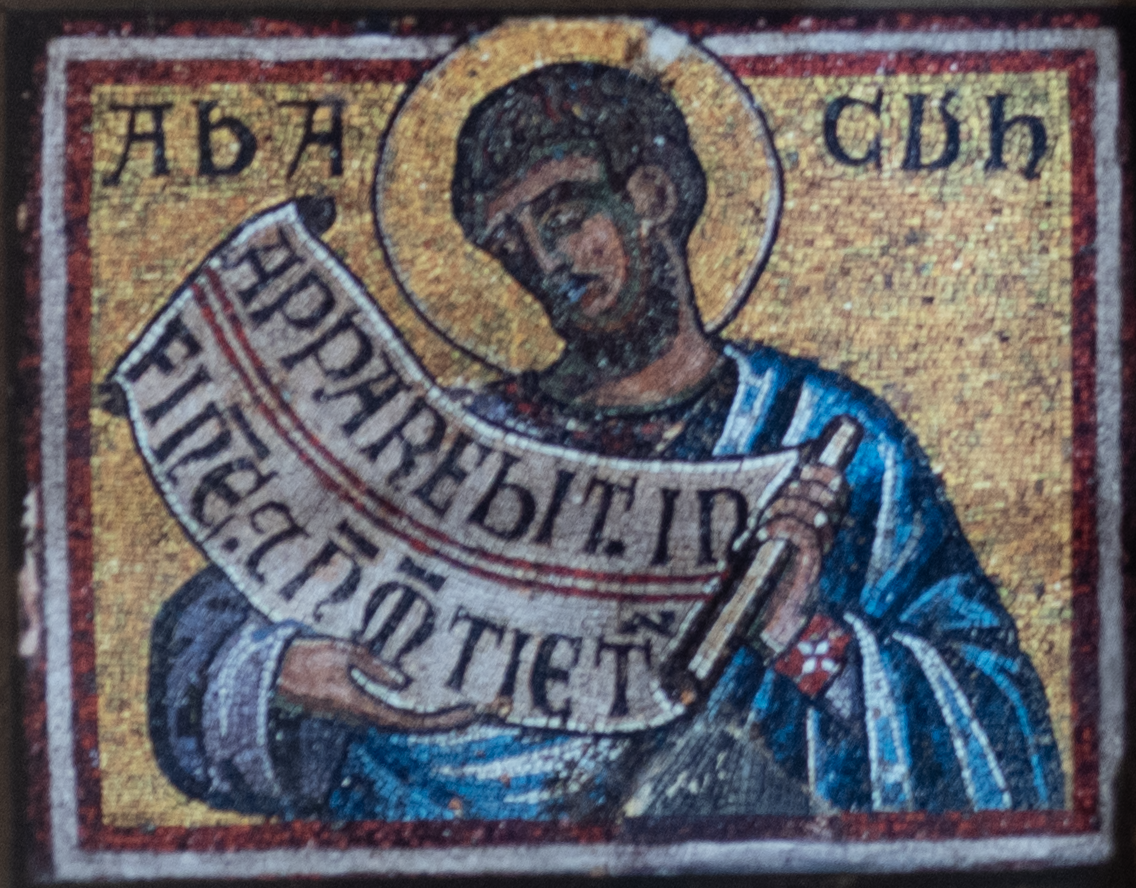
Retrat d’Habacuc amb missatge

El Comentari d’Habacuc constitueix un document fonamental per comprendre les esperances messiàniques, la doctrina apocalíptica i la divisió interna del judaisme en època del Segon Temple. És un testimoni de com els textos profètics antics eren reinterpretats per validar la visió religiosa i política de determinades comunitats, així com per justificar la seva separació d’altres grups jueus.
Aquest manuscrit també és de gran rellevància per a l’estudi de l’evolució de la llengua hebrea, atès que conserva formes lingüístiques i lèxiques del període del Segon Temple. A més, aporta informació valuosa sobre les pràctiques exegètiques i la mentalitat escatològica jueva anterior a l’aparició del cristianisme (Fitzmyer, 1959, p.40).
L’existència de figures com el Mestre de Justícia i les constants referències als Kittim mostren com aquestes comunitats construïen una lectura simbòlica de la història, on els esdeveniments presents eren vistos com un reflex o repetició del relat profètic. Això permet entendre millor el context religiós i social que va veure néixer tant el judaisme rabínic com el cristianisme primitiu.

## Conservació i estudis
El rotlle del Comentari d’Habacuc és un dels més ben preservats dels Manuscrits del Mar Mort. Descobert l’any 1947 a la Cova 1 de Qumran, es conserva avui al Santuari del Llibre de Jerusalem. Des de la seva troballa, ha estat objecte de nombrosos estudis i publicacions, destacant-ne les edicions de Cross (1956), Brownlee (1959) i Fitzmyer (1959), així com anàlisis posteriors centrades en el context històric, l’estructura textual i el llenguatge emprat.